# 可去奇点
在复分析中，一个全纯函数的可去奇点（removable singularity），有时称为装饰性奇点（cosmetic singularity）是这样的点，在此处函数表面上没有定义，但是通过细致地分析，函数的定义域可以扩大到该奇点，使得延拓后的函数仍然全纯。
例如函数：
{\displaystyle f(z)={\frac {\sin z}{z}}}
对 {\displaystyle z\neq 0} 有一个奇点 {\displaystyle z=0}。藉由定义 {\displaystyle f(0)=1}，可將此奇点消去，並得到全純的 sinc函數。
确切地，如果 {\displaystyle U} 是复平面 {\displaystyle \mathbb {C} } 的一个开集，{\displaystyle a} 是 {\displaystyle U} 中一点，{\displaystyle f:U\backslash \{a\}\to \mathbb {C} } 是一个全纯函数，如果存在一个在 {\displaystyle U\backslash \{a\}} 与 {\displaystyle f} 相等的全纯函数 {\displaystyle g:U\to \mathbb {C} }，则 {\displaystyle a} 称为 {\displaystyle f} 的一个可去奇点。如果这样的 {\displaystyle g} 存在，我们说 {\displaystyle f} 在 {\displaystyle a} 是可全纯延拓的。

## 黎曼定理
黎曼关于可去奇点的定理指出了何时一个奇点是可去的：
定理： 设 {\displaystyle D\subset \mathbb {C} } 是复平面中的一个开集，{\displaystyle a\in D} 是其内的一个点，并且 {\displaystyle f} 是定义在集合 {\displaystyle D\backslash \{a\}} 上的一个全纯函数。则下列情形是等价的：
i)  {\displaystyle f} 可全纯延拓到 {\displaystyle a}。
ii)  {\displaystyle f} 可连续延拓到 {\displaystyle a}。
iii) 存在 {\displaystyle a} 的一个邻域，在它上面 {\displaystyle f} 有界。
iv)  {\displaystyle \lim _{z\to a}(z-a)f(z)=0}。
蕴含关系 i) ⇒ ii)  ⇒ iii)  ⇒ iv) 是平凡的。为了证明 iv) ⇒ i)，我们首先回忆到一个函数在一点的全纯性等价于解析，即有一个幂级数表示。
定义：{\displaystyle h(z)={\begin{cases}(z-a)^{2}f(z)&z\neq a,\\0&z=a.\\\end{cases}}}
显然， {\displaystyle h} 在 {\displaystyle D\backslash \{a\}} 上是全纯的，并且由 iv)有
{\displaystyle {\begin{aligned}h'(a):&=\lim _{z\to a}{\frac {h(z)-h(a)}{z-a}}=\lim _{z\to a}{\frac {(z-a)^{2}f(z)-0}{z-a}}\\&=\lim _{z\to a}(z-a)f(z)=0.\end{aligned}}}
因此 {\displaystyle h} 在整个 {\displaystyle D} 上都全纯，从而有在 {\displaystyle a} 的泰勒级数：
{\displaystyle h(z)=a_{2}(z-a)^{2}+a_{3}(z-a)^{3}+\cdots .}
所以
{\displaystyle g(z)={\frac {h(z)}{(z-a)^{2}}}}
是 {\displaystyle f} 在 {\displaystyle a} 的全纯延拓，这就证明了先前的断言。

## 其它类型奇点
不像实变量函数，全纯函数有足够的刚性使得其孤立奇点可完全分类。一个全纯函数的奇点要么其实不是真正的奇点，即可去奇点，要么是如下两类居其一：
1. 受黎曼定理启示，给定一个不可去奇点，我们可能问是否存在一个自然数 {\displaystyle m} 使得 {\displaystyle \lim _{z\to a}(z-a)^{m+1}f(z)=0} 。如果存在，{\displaystyle a} 称为 {\displaystyle f} 的一个极点，这样最小的 {\displaystyle m} 称为 {\displaystyle a} 的阶数。所以可去奇点恰好是零阶极点。一个全纯函数在极点附近一致发散到无穷远点。

1. 如果 {\displaystyle f} 的一个孤立奇点 {\displaystyle a} 既非可去奇点也非极点，则称本性奇点。皮卡定理指出 {\displaystyle f} 将任意穿孔开邻域 {\displaystyle U\backslash \{a\}} 映满整个复平面，至多少一个可能的例外点。